# Шенандоа (Техас)
Шенандоа (англ. Shenandoah) — місто (англ. city) в США, в окрузі Монтгомері штату Техас. Населення — 3499 осіб (2020).

## Географія
Шенандоа розташована за координатами 30°11′2″ пн. ш. 95°27′20″ зх. д. / 30.18389° пн. ш. 95.45556° зх. д. (30.183781, -95.455516).  За даними Бюро перепису населення США в 2010 році місто мало площу 4,82 км², уся площа — суходіл.

## Демографія
Згідно з переписом 2010 року, у місті мешкали 2134 особи в 971 домогосподарстві у складі 640 родин. Густота населення становила 443 особи/км².  Було 1059 помешкань (220/км²).
Расовий склад населення:
| - 89,1 % — білих - 3,6 % — чорних або афроамериканців - 3,1 % — азіатів - 0,3 % — корінних американців - 1,7 % — осіб інших рас |

До двох чи більше рас належало 2,1 %. Частка іспаномовних становила 9,6 % від усіх жителів.
За віковим діапазоном населення розподілялося таким чином: 16,6 % — особи молодші 18 років, 62,0 % — особи у віці 18—64 років, 21,4 % — особи у віці 65 років та старші. Медіана віку мешканця становила 48,6 року. На 100 осіб жіночої статі у місті припадало 86,7 чоловіків;  на 100 жінок у віці від 18 років та старших — 84,5 чоловіків також старших 18 років.
Середній дохід на одне домашнє господарство  становив 98 304 долари США (медіана — 67 750), а середній дохід на одну сім'ю — 131 317 доларів (медіана — 97 500). Медіана доходів становила 79 643 долари для чоловіків та 48 448 доларів для жінок. За межею бідності перебувало 3,8 % осіб, у тому числі 2,0 % дітей у віці до 18 років та 0,0 % осіб у віці 65 років та старших.
Цивільне працевлаштоване населення становило 1161 особа. Основні галузі зайнятості: освіта, охорона здоров'я та соціальна допомога — 18,4 %, науковці, спеціалісти, менеджери — 18,0 %, виробництво — 10,9 %, роздрібна торгівля — 10,4 %.